# Diana Gaspari
Diana Gaspari (San Candido, 6 de mayo de 1984) es una deportista italiana que compite en curling.
Ganó dos medallas en el Campeonato Europeo de Curling, en los años 2006 y 2017.

## Palmarés internacional
| Campeonato Europeo | Campeonato Europeo | Campeonato Europeo | Campeonato Europeo |
| Año                | Lugar              | Medalla            | Prueba             |
| ------------------ | ------------------ | ------------------ | ------------------ |
| 2006               | Basilea (Suiza)    | Medalla de plata   | Equipo             |
| 2017               | San Galo (Suiza)   | Medalla de bronce  | Equipo             |